# جوزپه ریتزی
جیوسپه ریزی (به ایتالیایی: Giuseppe Rizzi) بازیکن فوتبال و اهل ایتالیا است که از سال ۱۹۱۰ میلادی عضو تیم ملی فوتبال ایتالیا بوده و در ۴ بازی ملی حضور داشته‌است. او در بازی‌های ملی‌اش ۲ گل به ثمر رساند.
جیوسپه ریزی آخرین بازی ملی خود را در سال ۱۹۱۳ میلادی انجام داد.